# Astragalus drupaceus
Astragalus drupaceus — вид квіткових рослин з родини бобових (Fabaceae). Ареал охоплює такі країни: Греція (Пелопоннес (у провінціях Аркадія, Коронтія, Лаконія та Ахая).

## Середовище
Це багаторічна трав'яниста рослина заввишки 25–60 см, яка росте у відкритих хвойних лісах, склерофільних та змішаних лісах, чагарниках, нещодавно вигорілих лісах Pinus halepensis та на дорожніх насипах у гаригах. Росте на висотах 0–1200 м. Загрози для виду та його середовища існування включають щільне заселення людьми, великі поселення та сільськогосподарську діяльність, які значною мірою зруйнували природне середовище існування. Фактично, урбанізація, перетворення природного середовища існування на сільське господарство, надмірне випасання худоби та заготівля дров є основними причинами деградації та фрагментації природної рослинності. Вид часто реєструється як рідкісний у своєму природному ареалі.